# 조일근
조일근(曺一根, 1951년~2024년 9월 5일)는 대한민국의 언론인 겸 정치가이다.

## 학력
- 광주서석초등학교 졸업
- 광주서중학교 졸업
- 광주제일고등학교 졸업
- 한양대학교 신문학과 졸업
- 호남대학교 행정대학원 석사

## 경력
- 전남매일신문 공채 수습기자
- 중앙일보 기자
- 무등일보 경제부장
- 광주매일신문 정치부장‧논설위원
- 광남일보 논설위원
- 광주타임즈 편집국장
- 광주광역시 체육회 상임부회장
- 프로축구 광주상무 단장
- 영광문학기념사업회 회장
- 영광군민신문 편집위원장
- 더불어민주당 전남도당 부위원장
- 20대 총선 전남도 대책위원장
- 국민통합위원회 전남도위원장
- 19대 대선 전남공동선대위원장
- 6.13 지방선거 더불어민주당 전남도당 공천관리위원장

## 가족 관계
- 배우자: 김옥희
  - 슬하: 조건승, 조정승